# 庫內納省
库内内省，位於安哥拉南部，與庫安多古班哥省、威拉省、納米貝省等省份及納米比亞相鄰。